# Archibasis oscillans
Archibasis oscillans е вид водно конче от семейство Coenagrionidae. Видът е незастрашен от изчезване.

## Разпространение
Разпространен е в Индия, Индонезия (Суматра и Ява), Лаос и Тайланд.